# Comisia Senatorială de cercetare a evenimentelor din 1989
Comisia Senatorială de cercetare a evenimentelor din decembrie 1989 este numele purtat de două comisii înființate de Senatul României cu scopul aflării adevărului despre revoluția română din 1989. Prima comisie a activat în legislatura 1990-1992, sub conducerea senatorului FSN Sergiu Nicolaescu, iar a doua comisie în legislatura 1992-1996, avînd la conducere pentru un scurt timp pe senatorul PNȚCD Ticu Dumitrescu, iar după demisia acestuia, pe senatorul Valentin Gabrielescu.

## Context istoric

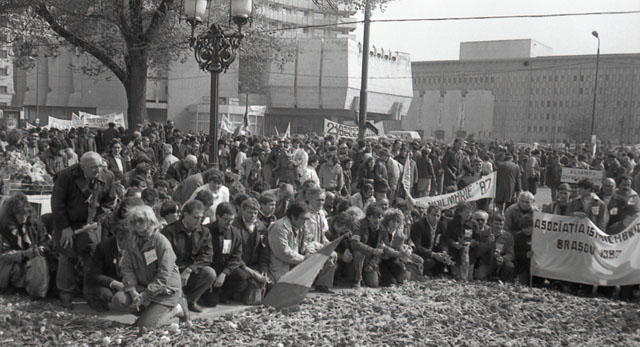
Manifestațiile din Piața Universității, care au avut ca subiect și "aflarea adevărului despre revoluție"

Imediat după revoluția din 1989 au apărut zvonuri că puterea nou instalată are anumite lucruri de ascuns referitor la evenimentele din decembrie 1989. Această neîncredere populară s-a manifestat în cursul anului 1990 prin ample demonstrații de protest la care se cerea "adevărul despre revoluție" și se aduceau unor persoane din conducerea statului diferite acuzații cu privire la o presupusă complicitate a acestora cu cei care au încercat să reprime revoluția sau cu organizarea unei diversiuni a teroriștilor după fuga fostului dictator Nicolae Ceaușescu. În ciuda existenței a peste 1000 de morți în timpul revoluției, numărul celor trimiși în judecată pentru omoruri săvîrșite în acea perioadă era relativ mic. Deși la un moment dat se anunțase că aproximativ 800 de "teroriști" care ar fi desfășurat după 22 decembrie 1989 acțiuni de gherilă urbană cu scopul readucerii la putere a lui Nicolae Ceaușescu, au fost capturați, autoritățile nu au putut prezenta opiniei publice decît un singur caz de persoană trimisă în judecată pentru terorism, un milițian din Sibiu care sărise gardul unității militare aflată vizavi de sediul Miliției. Problema "adevărului despre revoluție" a fost una din temele centrale ale manifestațiilor din Piața Universității din București cît și a mitingurilor de protest organizate în orașul de unde a izbucnit revoluția, Timișoara. Aceeași problemă a figurat și pe lista de revendicări a Comitetului de Acțiune pentru Democratizarea Armatei (C.A.D.A.), iar în Proclamația de la Timișoara se cere aducerea în fața instanței a acelora care tăinuiesc adevărul despre revoluție.
Ca răspuns la aceste acuzații, Frontul Salvării Naționale, forță politică aflată în fapt la guvernare (chiar înainte de alegerile din mai 1990), a declanșat o campanie mass-media prin care participanții la mitingurile de protest erau etichetați ca fiind destabilizatori, vînduți străinătății, golani, huligani, plătiți de partidele de opoziție. În același timp s-au luat măsuri parțiale de satisfacere a cererilor demonstranților, cum ar fi înființarea unei comisii guvernamentale de anchetă a evenimentelor din 1989 de la Timișoara sau avansarea în grad a unor cadre militare implicate în mișcarea C.A.D.A.
După mineriada din iunie 1990 comisia guvernamentală de anchetă și mișcarea C.A.D.A. au fost desființate iar mulți dintre liderii demonstrațiilor de protest care cereau adevărul despre revoluție au fost arestați.
Începînd cu noiembrie 1990, pe fondul primelor scumpiri de prețuri înregistrate în România postdecembristă, demonstrațiile de protest la adresa guvernării au reizbucnit cu vigoare, printre problemele ridicate fiind din nou cea a adevărului despre revoluție. În decembrie 1990 la Timișoara s-a declarat o grevă generală cu scopul aflării adevărului despre revoluție, iar unul din deputații partidului de guvernămînt, Claudiu Iordache, a ajuns să fie fugărit pe stradă de mulțime. În acest context senatorul FSN Sergiu Nicolaescu a propus înființarea unei comisii senatoriale care să cerceteze evenimentele din perioada revoluției.

## Componență
În legislatura 1990-1992 comisia l-a avut ca președinte pe senatorul și regizorul Sergiu Nicolaescu.
În legislatura 1992-1996 componența comisiei a fost: Președinte: Ticu Dumitrescu, demisionat după scurt timp și înlocuit cu Valentin Gabrielescu; membri: Sergiu Nicolaescu (FDSN), Zoltan Hosszu (UDMR), Ionel Aichimoaie (PD), Șerban Săndulescu (PNȚCD), Mircea Vâlcu (PUNR), Gheorghe Răboacă (PSM), Sabin Ivan (PNL) (demisionat ulterior), Ilie Plătică-Vidovici (PDSR), Victor Apostolache (PDSR), Adrian Dumitru Popescu-Necșești (PNL-CD), Ioan Constantin Pop (PDSR).

## Prima comisie

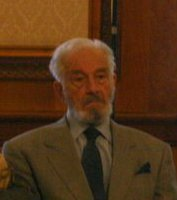
Senatorul Sergiu Nicolaescu, inițiatorul Comisiei Senatoriale „Decembrie 1989”

În 1992 senatorul Sergiu Nicolaescu a dat publicității un raport propriu, în mai multe secțiuni. Prima secțiune a raportului se referea la moartea generalului Vasile Milea, concluzia lui Nicolaescu fiind că acesta s-a sinucis. A 2-a secțiune a raportului se referea la moartea generalilor Nuță și Mihalea, care fuseseră implicați în reprimarea revoluției de la Timișoara și fuseseră uciși prin doborîrea elicopterului în care se aflau, în contextul așa-zisei lupte antiteroriste. A 3-a secțiune se referea în general la revoluție. În partea despre acțiunile Departamentului Securității Statului se precizează doar că "nu s-au primit materiale de la SRI". Raportul lui Sergiu Nicolaescu nu a fost semnat și de ceilalți membri ai comisiei. Ulterior, Nicolaescu a folosit cercetările făcute și în cărți proprii despre revoluția din 1989.

### Contestări la adresa primei comisii
Asociația "17 Decembrie" a răniților și familiilor îndoliate din revoluție Timișoara a contestat raportul lui Sergiu Nicolaescu, declarîndu-l "o minciună". Principalele critici ale Asociației "17 Decembrie", axate strict pe desfășurarea revoluției la Timișoara, se refereau la:
- Faptul că nici un membru al asociației nu a fost chemat ca martor la Comisie.
- Încrederea acordată unor persoane condamnate penal pentru participare la reprimarea revoluției
- Exagerarea pagubelor materiale produse în timpul revoluției, care ar avea drept scop contestarea legitimității revoluției
- Existența unor informații false cu privire la presupusa existență, printre persoanele arestate la Timișoara în perioada revoluției, a peste 100 de cetățeni veniți din Tîrgu Mureș[6].

Urmare acestor contestări, preluate de mai multe ziare, la care s-a adăugat problema considerării generalului Vasile Milea drept erou și pretinsa existență a 16 militari uciși la București în noaptea de 21/22 decembrie, Sergiu Nicolaescu a dat un răspuns, în care explica:
- Ceea ce a dat publicității e un material intermediar, o bază de discuții, susceptibilă la completări și îmbunătățiri
- Va lua legătura ulterior cu asociațiile revoluționare din Timișoara
- Prezența unui mare număr de persoane din Tîrgu Mureș în revoluția din Timișoara este o declarație a lui Ilie Ceaușescu.
- Aprecierea pagubelor materiale din perioada revoluției se bizuie pe o declarație a lui Paul Niculescu Mizil. În amîndouă cazurile sînt opiniile respectivelor persoane și nu punctul de vedere al comisiei.
- Nu cunoaște vreo dovadă că generalul Milea a dat ordin de reprimare a revoluției, așteaptă să i se comunice asemenea dovezi. Dacă Milea ar fi dat un asemenea ordin, sigur ieșea un măcel.
- Datele comisiei arată că în 22 decembrie 1989 au fost internați 16 militari, fără însă a se preciza ora internării. Urmează să se revină cu precizări în această problemă[8]

## A doua comisie
În legislatura 1992-1996 s-a format o nouă comisie, care să continuea munca celei vechi, care nu apucase să emită un raport oficial. Președinte al acesteia a fost numit senatorul PNȚCD Ticu Dumitrescu, înlocuit după demisia acestuia cu alt senator PNȚCD, Valentin Gabrielescu. Comisia s-a concentrat pe audierea persoanelor cu funcții de răspundere din fosta guvernare ceaușistă, efectuînd și cîteva deplasări în teritoriu.
În martie 1993 Asociația "17 Decembrie" din Timișoara a cerut comisiei Gabrielescu "adoptarea unei declarații de respingere a teoriei legitimității reprimării revoluției", cît și "analiza gravelor dezinformări făcute de dl. Sergiu Nicolaescu" în lucrările date deja publicității în calitatea sa de fost șef al Comisiei Senatoriale. Se cerea o dezmințire publică prin toate mijloacele de informare în masă care difuzaseră raportul lui Sergiu Nicolaescu a următoarelor:
- Prezentarea generalului Vasile Milea ca erou.
- Răspîndirea zvonului despre existența la București a 16 militari morți în noaptea de 21/22 decembrie 1989.
- Răspîndirea zvonului despre existența unor pagube de peste 5 miliarde lei (la valoarea din 1989) ca urmare a demonstrațiilor de la Timișoara.
- Răspîndirea zvonului despre existența a peste 100 de cetățeni originari din Tîrgu Mureș printrre persoanele arestate în timpul revoluției la Timișoara.

În finalul acelei adresări se atrăgea atenția că fără rezolvarea acestor probleme colaborarea dintre Asociația "17 Decembrie" și Comisia Senatorială devine îndoielnică.
Urmare a faptului că nu s-a primit răspuns la solicitări, în noiembrie 1993 Asociația "17 Decembrie" a reamintit cererile formulate, felicitînd totodată Comisia Senatorială pentru "eforturile de a scrie istoria revoluției pe baza mărturiilor persoanelor care s-au aflat de partea ceaușistă a baricadei".
În decembrie 1993, după un articol în presa timișoreană în care se explica hotărîrea Asociației "17 Decembrie" a răniților și familiilor îndoliate de a recomanda membrilor să refuze depunerea de mărturii la Comisia Senatorială, alte 3 asociații de revoluționari timișorene, anume Asociația Luptătorilor Timișoreni Arestați în Revoluție, Forumul Revoluției și Asociația "Memorialul Revoluției" au anunțat că vor boicota comisia țărănistului Gabrielescu.
La sfîrșitul lui martie - începutul lui aprilie 1994 trei senatori membri ai Comisiei "Decembrie 1989" (Valentin Gabrielescu, Zoltan Hoszu și Ionel Aichimoaie) s-au deplasat la Timișoara pentru a culege mărturii. Cu acest prilej reprezentantul "Comisiei pentru adevăr și dreptate" din cadrul Asociației "17 Decembrie" a avut un dialog cu Valentin Gabrielescu, fără a accepta să dea vreo declarație legată de faptele din decembrie 1989, doar pentru a reaminti că se așteaptă răspuns la cererile anterioare. Valentin Gabrielescu a replicat că rapoartele precedente ale Comisiei au fost alcătuite de Sergiu Nicolaescu de unul singur, respectivele rapoarte nu reprezintă Senatul României, prin urmare nu este necesară o dezmințire. În comunicatul dat ulterior publicității, Asociația "17 Decembrie" protestează și față de statutul de "martor de categoria a doua" acordat revoluționarilor timișoreni, care ar fi trebuit să dea declarații în fața a doar o parte din membri comisiei, în vreme ce Nicu Ceaușescu a dat declarații în fața plenului comisiei, și declară că continuarea dialogului poate avea loc numai după îndeplinirea revendicărilor.
În lista martorilor audiați de a 2-a comisie, publicată de senatorul Șerban Săndulescu, membru al comisiei, nu se precizează exact numele persoanelor din Timișoara care ar fi fost audiate, dar este trecută o poziție generală "audiați județul Timiș".
O altă persoană care a boicotat activitatea comisiei senatoriale a fost preotul László Tökés, care a aderat la boicotul asociațiilor de revoluționari timișorene.

### Audierea lui Ion Iliescu
În 16 decembrie 1994 a avut loc audierea fostului președinte Ion Iliescu de către Comisia Senatorială "Decembrie 1989". La audiere au participat următorii membri ai comisiei: Valentin Gabrielescu, președintele comisiei; Mircea Vîlcu; Ilie Plătică-Vidovici; Șerban Săndulescu; Gheorghe Răboacă; Ioan Pop; Victor Apostolache; Sergiu Nicolaescu; Adrian Popescu-Necșești.
Audierea nu a adus lămuriri în ceea ce privește problemele la care opinia publică aștepta răspuns, anume cine au fost teroriștii sau cine a tras în populație în timpul revoluției. În timpul audierii s-au discutat și despre evenimente petrecute după revoluție, cum ar fi manifestațiile din Piața Universității, constituirea CPUN, aprecierile publice ale lui Ion Iliescu despre Sorin Roșca Stănescu sau posibilitatea susținerii politice viitoare a lui Ion Iliescu.
„Domnule președinte, am să vă fac o declarație pentru care, poate, să fiu bătut. Noi, partidul nostru, sîntem gata să vă sprijinim chiar la viitoarele alegeri la Președinție. Pentru că considerăm că sînteți un președinte bun, așa credem noi, nu sîntem niște orbi chiar”—Valentin Gabrielescu, președinte al comisiei, avînd pe atunci și funcția de purtător de cuvânt al principalului partid de opoziție, PNȚCD, către Ion Iliescu
Sergiu Nicolaescu, inițiatorul și președintele primei comisii și membru în ce-a de-a doua, a propus cu acest prilej o amnistie privind toate faptele care privesc revoluția română din 1989, ca un gest care ar da curaj oamenilor să vorbească. Ion Iliescu i-a răspuns explicîndu-i limitele constituționale ale puterilor președintelui, care poate face doar grațieri individuale, problema amnistiei putînd fi rezolvată doar de parlament.
Înregistrarea audierii a fost transmisă în seara aceleiași zile la Televiziunea Română. După numai 2 luni stenograma audierii a fost publicată de Ion Iliescu în cartea acestuia "Revoluția trăită".

## Rezultate
Membri comisiei nu au izbutit să ajungă la consens referitor la ceea ce reprezintă "adevărul despre revoluție", însă unii membri ai acesteia au publicat cărți în care vorbesc despre cercetările efectuate în cadrul comisiei. Sergiu Nicolaescu a publicat 4 cărți despre revoluția din 1989 (Revoluția. Începutul adevărului, Ed. Topaz 1995; Un senator acuză, Editura Pro 1996; Cartea revoluției române decembrie '89, Editura Ion Cristoiu 1999; Lupta pentru putere. Decembrie '89, Editura Bic All 2005). Șerban Săndulescu a publicat și el o carte - Decembrie '89. Lovitura de stat a confiscat revoluția română, Editura Omega Press; care cuprinde și stenograme din audierile comisiei. Sabin Ivan, membru demisionar al comisiei, a publicat în 1996 la editura Ex Ponto din Constanța cartea Pe urmele adevărului care relatează experiența sa în cadrul comisiei. Fostul președinte Ion Iliescu a publicat stenograma propriei sale audieri în cadrul comisiei în cartea Revoluția trăită, Editura Redacției publicațiilor pentru străinătate, 1995. La următoarele alegeri interne din cadrul PNȚCD, președintele comisiei, Valentin Gabrielescu, și-a pierdut funcția de purtător de cuvânt al acestui partid, fapt considerat ca fiind datorat cel puțin în parte felului de comportare în timpul audierii președintelui Ion Iliescu în cadrul comisiei.

## După încetarea activității comisiei
Senatul României a continuat să se considere instituția îndreptățită să cerceteze istoria revoluției din 1989. Prin Legea 554/2004 s-a înființat Institutul Revoluției Române, subordonat Senatului și finanțat din bugetul acestuia. În conducerea acestui institut se afla și Sergiu Nicolaescu, inițiatorul Comisiei Senatoriale "Decembrie 1989".